# Ulica Marszałkowska w Warszawie

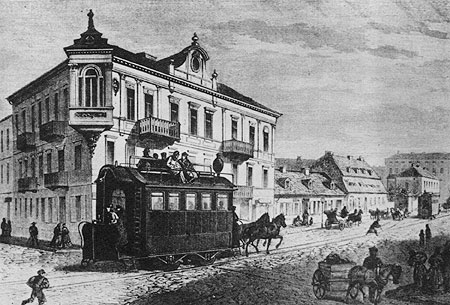
Ulica na rysunku z 1867 roku przy skrzyżowaniu z ul. Świętokrzyską, widok w kierunku placu Zbawiciela

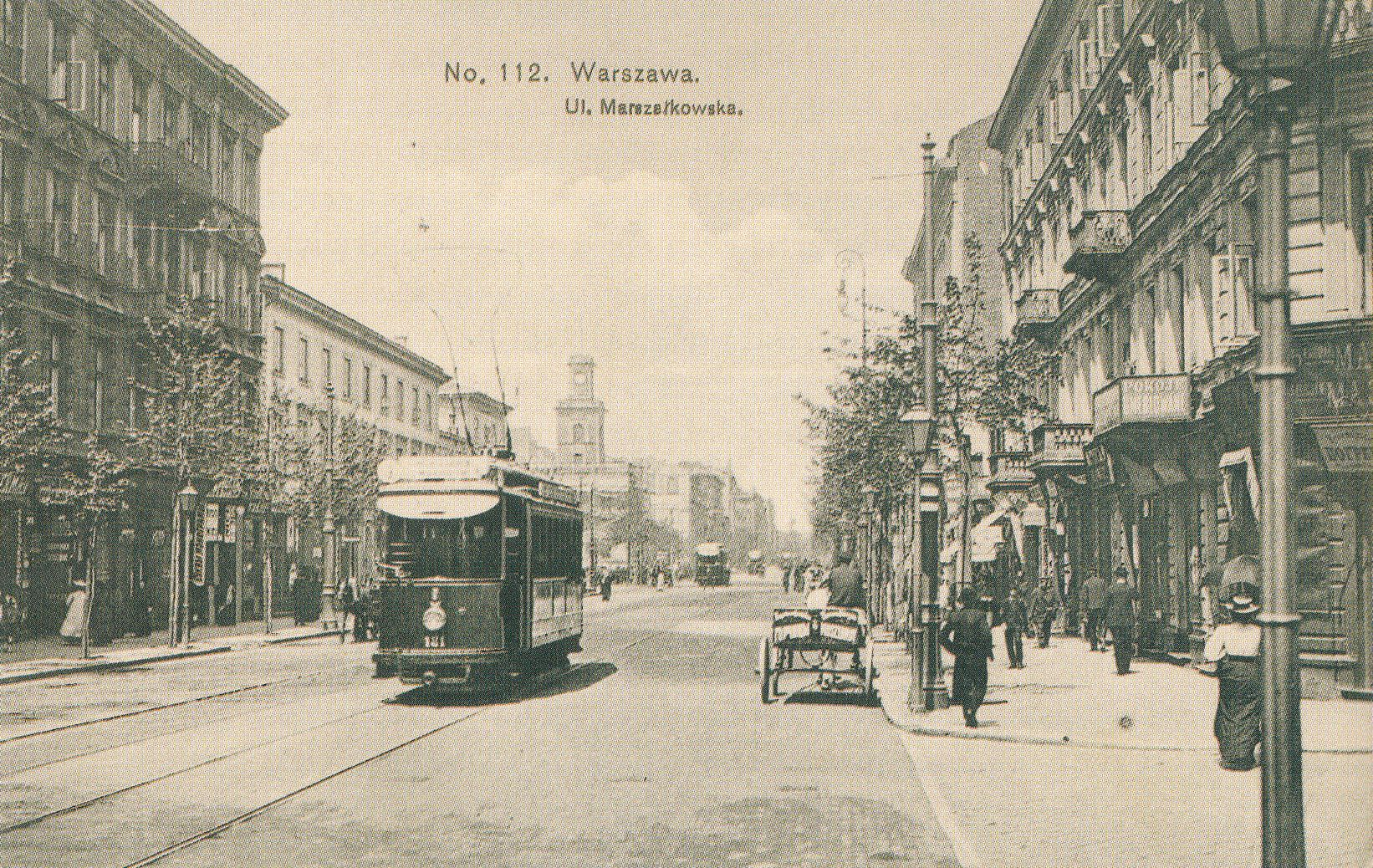
Ulica Marszałkowska ok. 1908. Widok ze skrzyżowania z ulicą Nowogrodzką w kierunku północnym

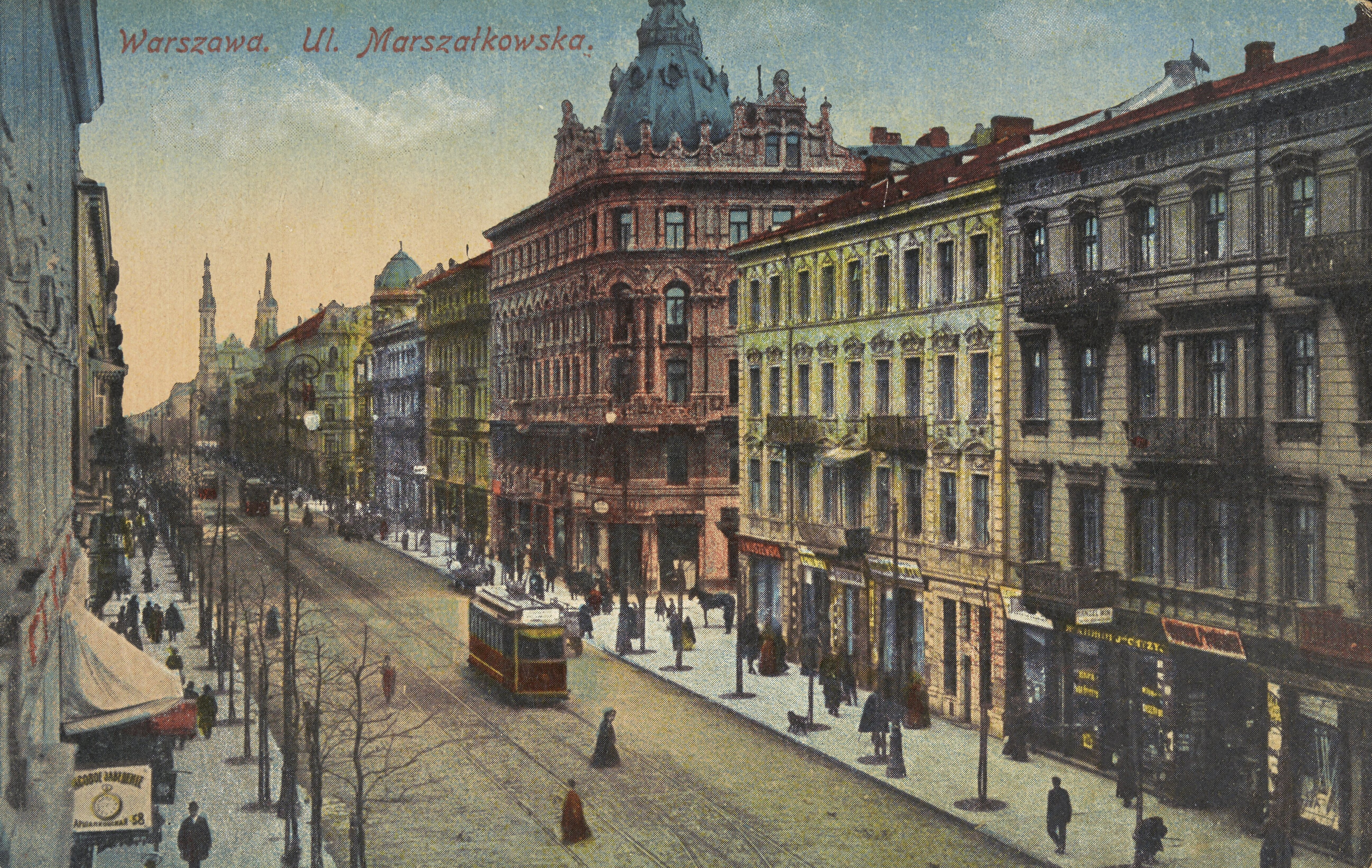
Ulica w 1912 roku, na pierwszym planie skrzyżowanie z ul. Piękną, widok w kierunku placu Zbawiciela

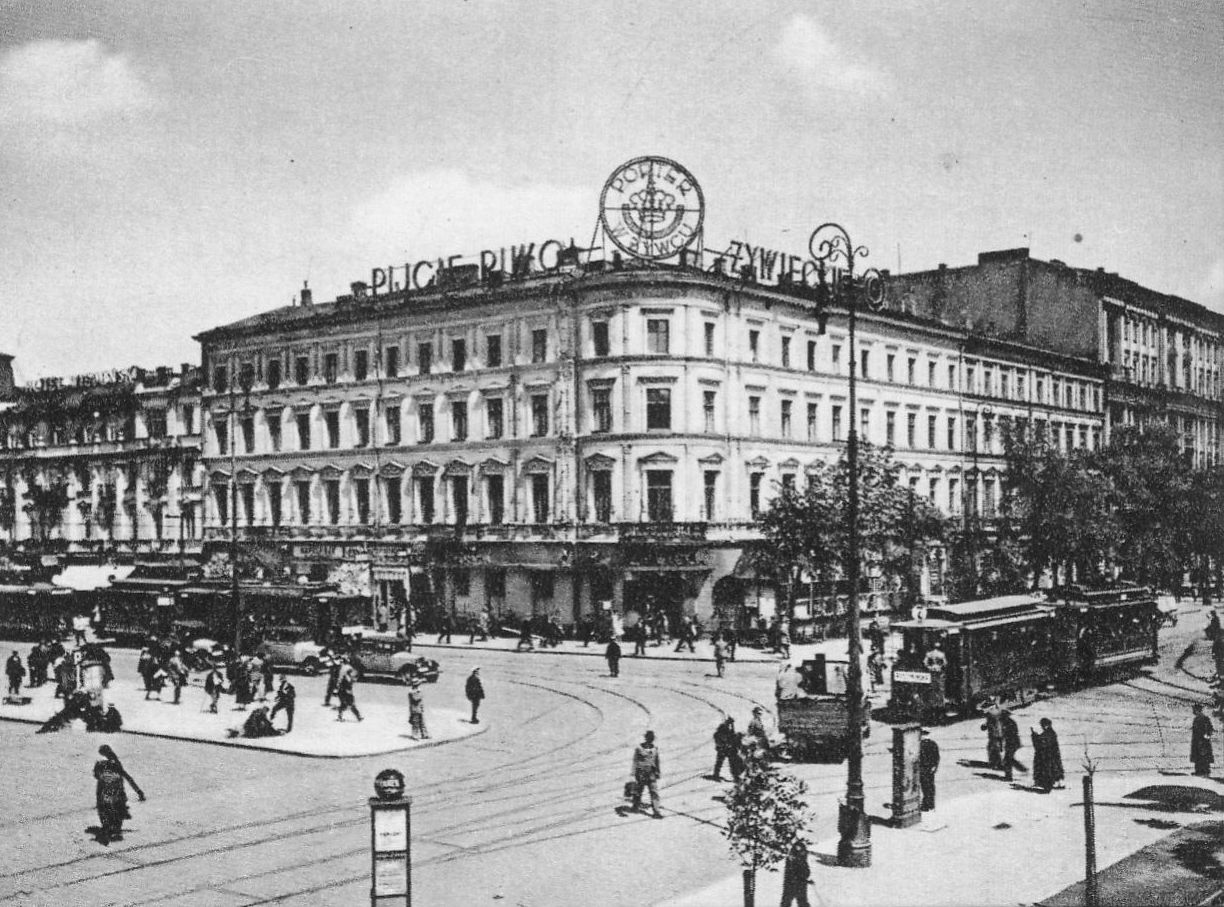
Skrzyżowanie Marszałkowskiej i Alej Jerozolimskich, kamienica Pinkusa Lothego (przed 1939)

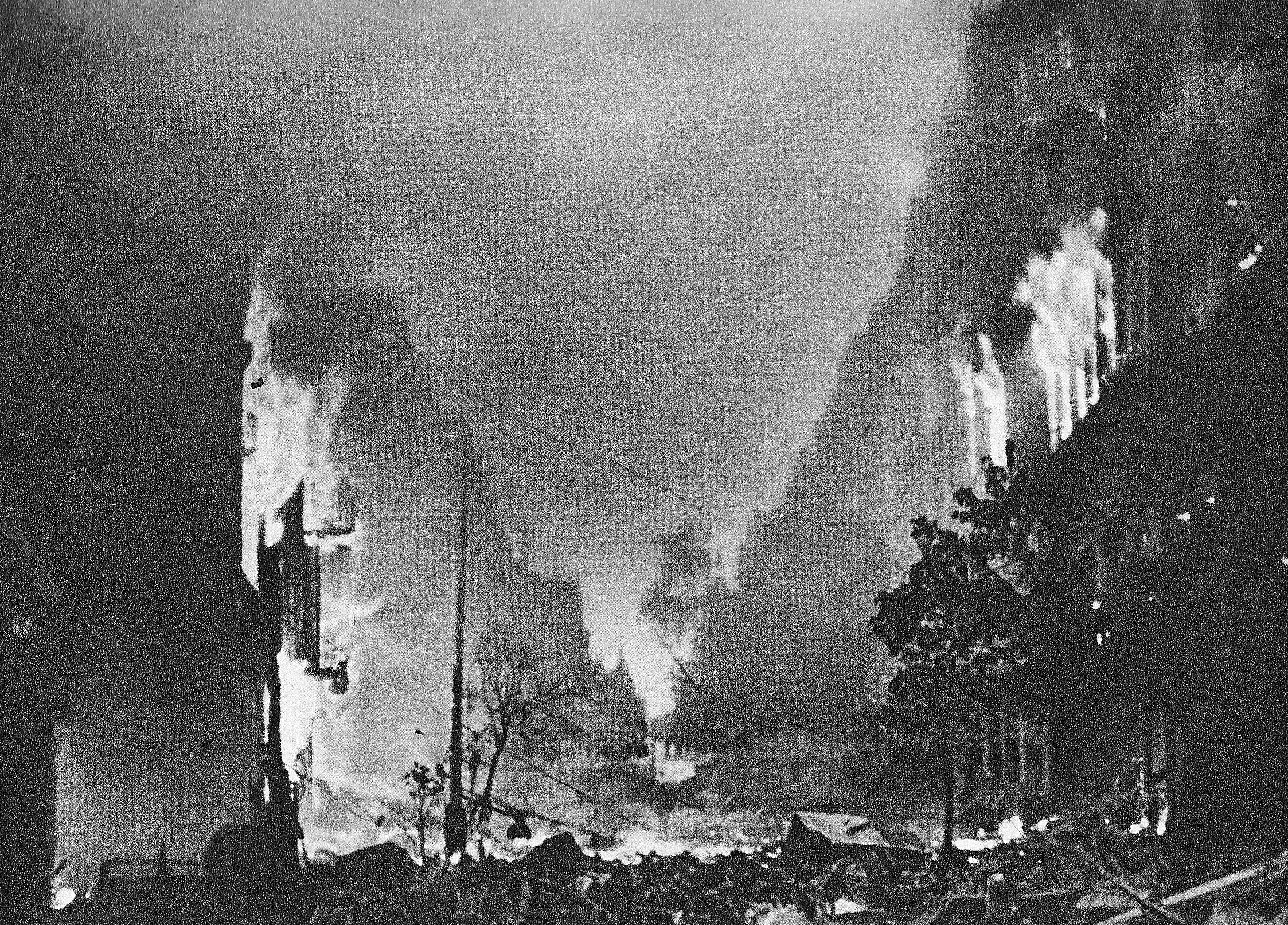
Płonące domy przy ul. Marszałkowskiej w czasie powstania warszawskiego

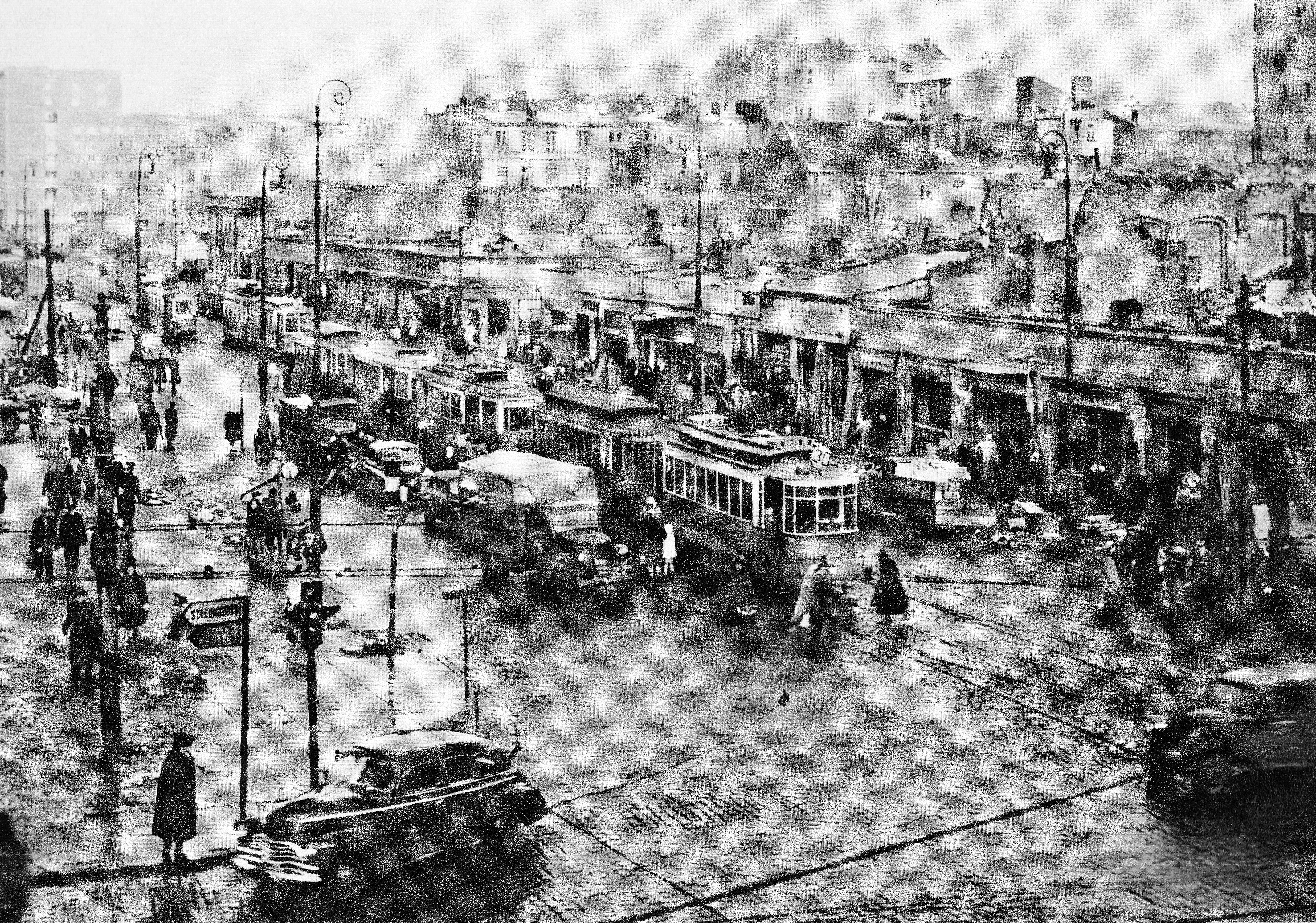
„Parterowa” Marszałkowska w latach 50. XX wieku

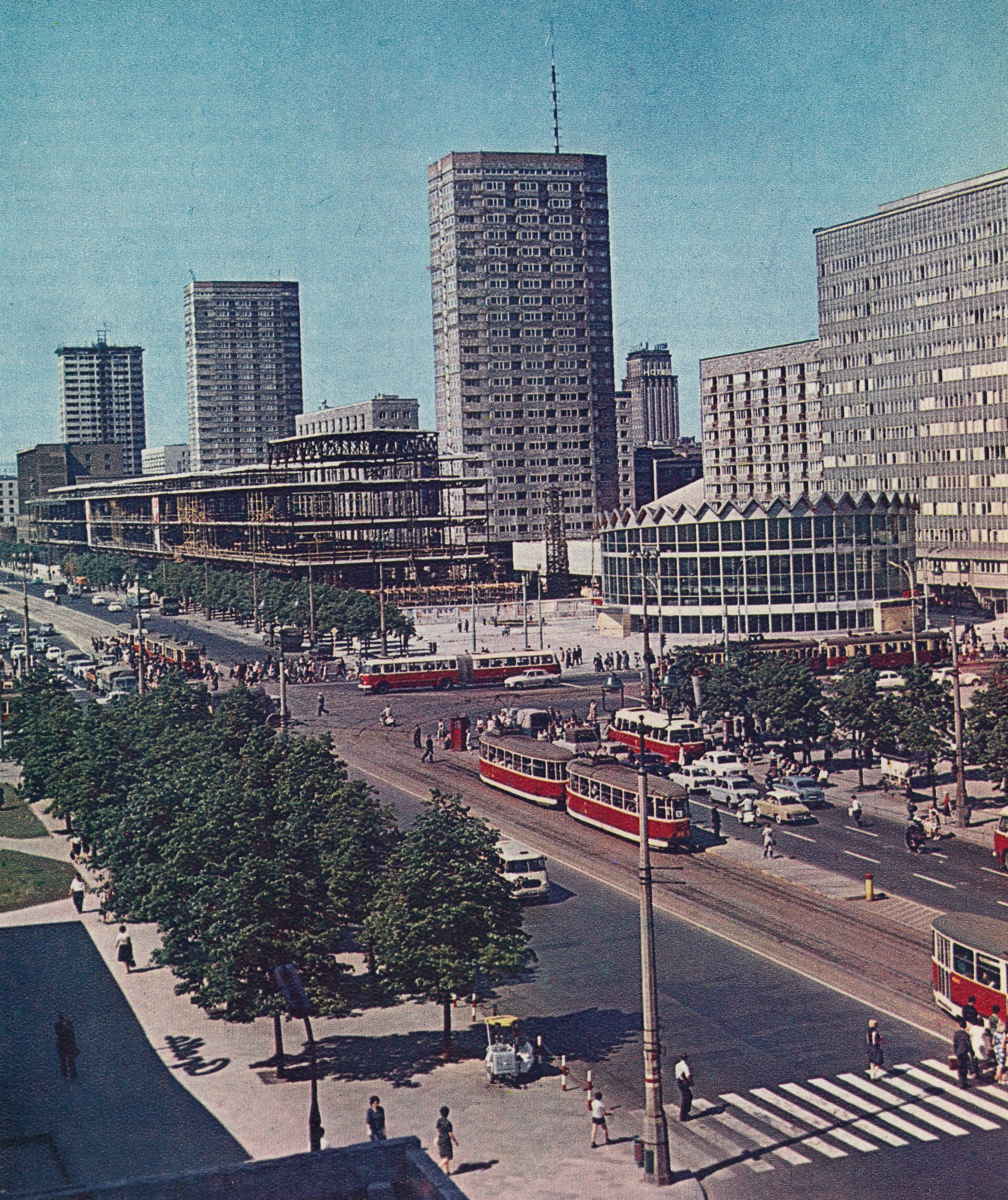
Ulica w latach 60. XX wieku

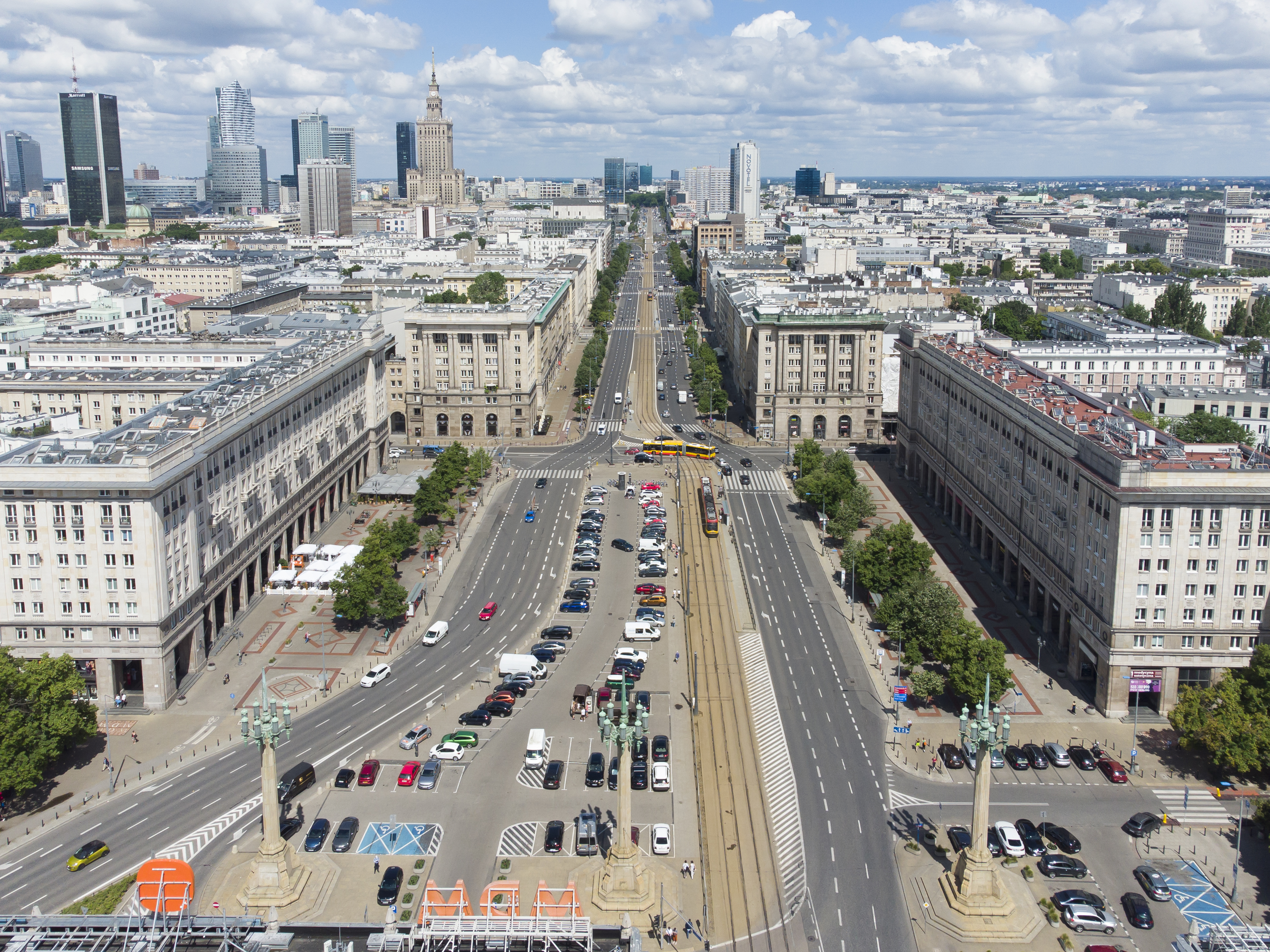
Ulica Marszałkowska widziana z placu Konstytucji (2022)

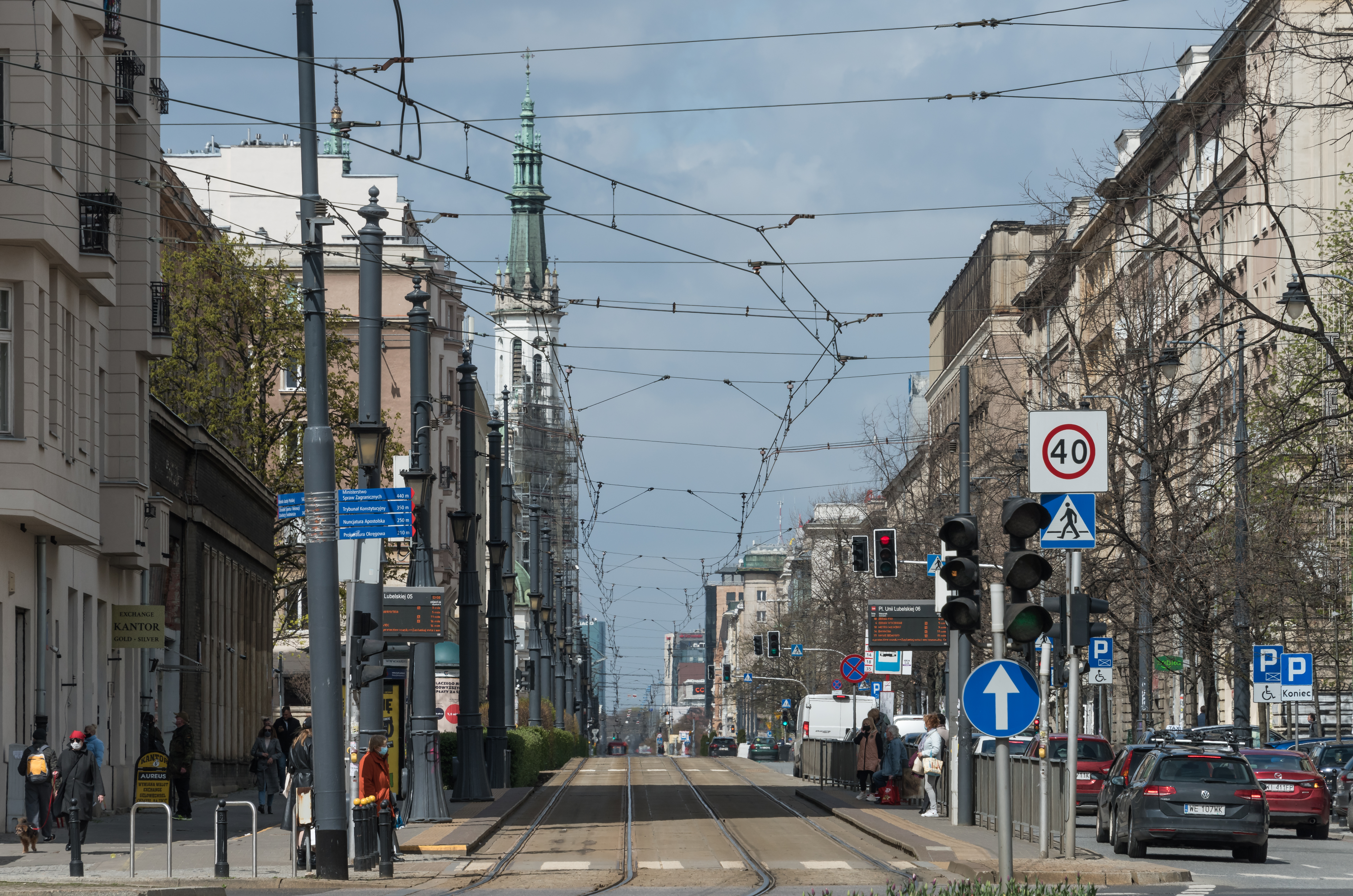
Ulica przy placu Unii Lubelskiej (2021)

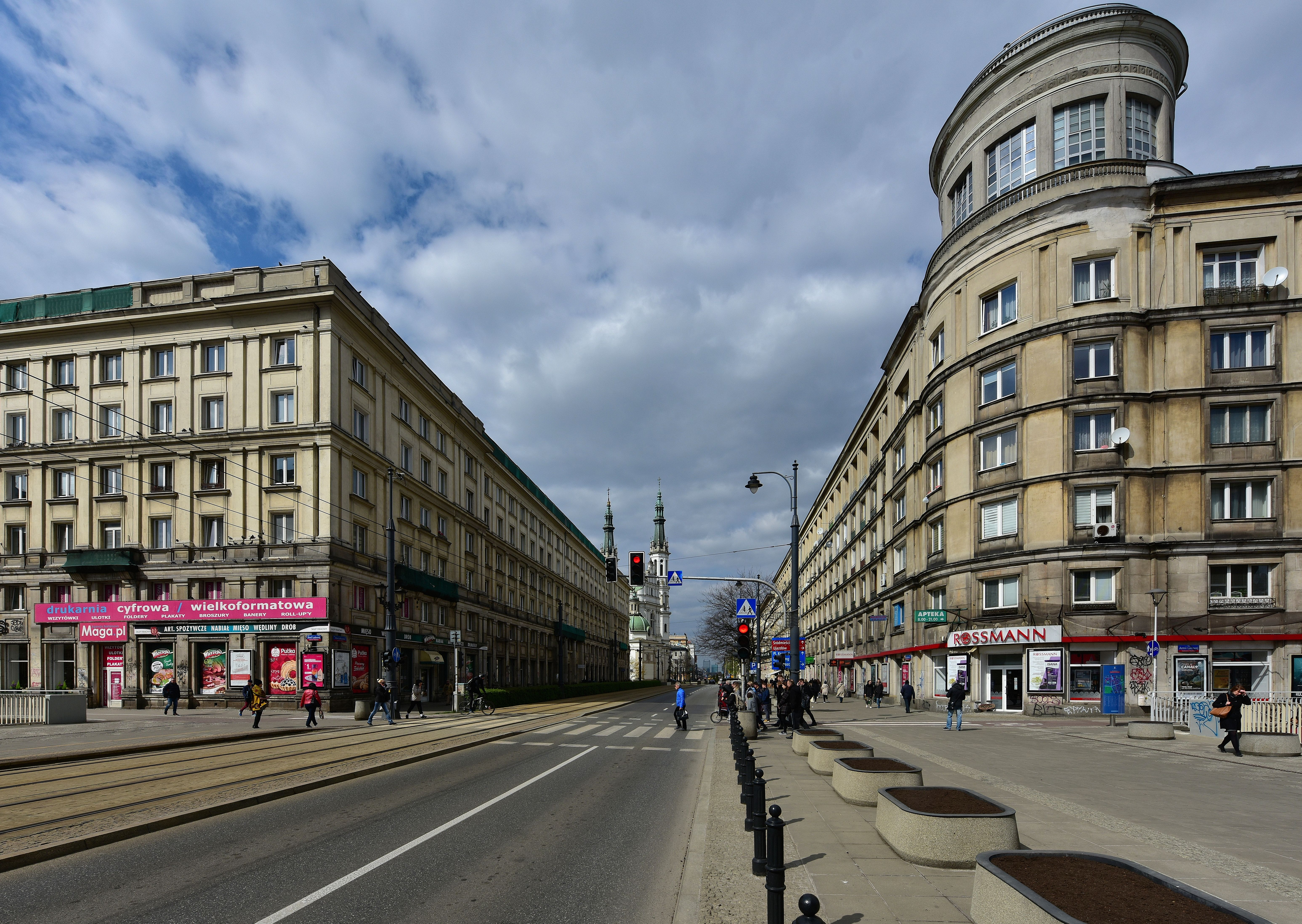
Ulica na wysokości al. Armii Ludowej (2019)

Ulica Marszałkowska – jedna z głównych ulic Warszawy, ważna arteria komunikacyjna w kierunku północ-południe.

## Przebieg
Ulica biegnie od pl. Unii Lubelskiej do pl. Bankowego. Kontynuację ulicy na południe stanowi ul. Puławska. Przy wjeździe na pl. Bankowy ulica spotyka się z ul. Senatorską i Elektoralną. Kontynuację ciągu Marszałkowskiej w kierunku północnym stanowi ul. Andersa.
Pod ulicą, na odcinku od pl. Konstytucji w kierunku placu Bankowego, biegnie I linia warszawskiego metra ze stacjami:
- Centrum
- Świętokrzyska
- Ratusz Arsenał

Na całej długości ulicą biegnie również linia tramwajowa.

## Historia

### Przed II wojną światową
Nazwa ulicy pochodzi od nazwy urzędu marszałka wielkiego koronnego Franciszka Bielińskiego, którego pałac stał przy historycznym początku ulicy, w pobliżu skrzyżowania z ul. Królewską. W końcu XVIII wieku ulica była wybrukowana na całej przynależnej do Bielina długości, tj. 810 łokci (ok. 480 metrów).
W połowie XIX wieku z powodu budowy w latach 1844–1845 Dworca Wiedeńskiego przy skrzyżowaniu z Al. Jerozolimskimi ulica i jej przecznice stały się terenem ożywionego ruchu budowlanego. Rozwój miasta w kierunku południowo-zachodnim wymusiła również budowa Cytadeli. W drugiej połowie XIX i na początku XX wieku ulica została prawie w całości zabudowana kilkupiętrowymi kamienicami, często bardzo okazałymi. Mieściło się tu wiele sklepów, restauracji i innych punktów usługowych.
W związku z rozwojem miasta i zwiększeniem się ruchu ulicznego, w drugiej połowie XIX wieku pojawiły się plany przebicia ulicy na północ przez Ogród Saski do placu Bankowego. Spotkało się to jednak z protestami przeciwników zmniejszenia powierzchni Ogrodu, po których stronie stanął prezydent Sokrates Starynkiewicz.
W 1903 pod nr 114 otwarto kino Bioskop – pierwsze kino w Warszawie. W 1908 roku ulicą pojechały tramwaje elektryczne.
W 1935 ulicę przebito do placu Żelaznej Bramy i ul. Żabiej. Projekt połączenia Marszałkowskiej z placem Bankowym zrealizowali Niemcy w czasie okupacji, wykorzystując zniszczenia w czasie obrony Warszawy w 1939, w tym zwłaszcza zburzenie i rozbiórkę oficyn pałacu Błękitnego.
W latach 1938–1939 pod numerem 134 przy skrzyżowaniu z ul. Świętokrzyską wybudowano modernistyczny gmach Centrali PKO, zniszczony w 1944 podczas powstania warszawskiego.

### II wojna światowa
Zabudowa ulicy ucierpiała w czasie obrony Warszawy we wrześniu 1939. Największe zniszczenia w czasie II wojny światowej przyniosło jednak powstanie warszawskie oraz okres po kapitulacji powstania.
W 1945 straty ulicy szacowano nawet na 80% substancji. Według serwisu warszawa1939.pl ocalały przede wszystkim najwytrzymalsze kamienice budowane tuż przed wojną: Marszałkowska 8, 18, 56. Ponadto Niemcy nie zniszczyli budynków na południowym krańcu ulicy: 1, 2, 4, 6. Obronną ręką lub z niewielkimi uszkodzeniami wyszły z wojny kamienice: Marszałkowska 17, 28/30, 41, 43, 45, 58, 62, 66 i 101 (tzw. willa Marconiego). Pożar zniszczył fasady kamienic 81 i 81a. Dewastacji i wypaleniu uległy gmachy: Marszałkowska 47, 69 i 71 (do drugiego piętra), 81b i 83 (do pierwszego piętra), 85 (do drugiego piętra), 95 (do piątego piętra), 124/128 (do drugiego piętra) oraz willa pod nr 141. Ciężko uszkodzone zostały budynek nr 19 i kościół Zbawiciela. Stał też całkowicie zrujnowany szkielet Centrali PKO (Marszałkowska 134).

### Po 1945
Po wojnie w zachowanych parterach zniszczonych budynków uruchomiono liczne sklepy i punkty handlowe m.in. w budynku nr 119 mieściła się kawiarnia Cafe Fogg prowadzona przez Mieczysława Fogga. Ulica zyskała wówczas przydomek „parterowej Marszałkowskiej”. Dużą część fasad wypalonych budynków rozebrano z nakazu Biura Odbudowy Stolicy, nie licząc się z ich rzeczywistym stanem zachowania.
„Parterowa Marszałkowska” powstała głównie dzięki prywatnym funduszom. Jednak dla władz komunistycznych ulica w przedwojennej formie była głównie symbolem kapitalizmu. Postanowiono poszerzyć ulicę z przedwojennych 26 do 60 metrów na odcinku między ul. Piękną a Alejami Jerozolimskimi i do 120 metrów między Alejami Jerozolimskimi a ul. Królewską. W tej północnej części miał powstać wielki plac z monumentalnymi gmachami instytucji państwowych i central handlu uspołecznionego. Oznaczało to rozbiórkę wszystkich obiektów pod adresami nieparzystymi wyższymi niż 65, włącznie z zabytkową willą Marconiego.Tego planu jednak nie zrealizowano.
W latach 1952–1954 poczyniono przygotowania pod budowę Pałacu Kultury i Nauki, całkowicie zmieniając tym samym charakter tej części miasta. W 1954 poszerzono z kolei odcinek między pl. Konstytucji a Al. Jerozolimskimi. Jedynym przedwojennym budynkiem na tym odcinku ulicy po stronie nieparzystej została oficyna kamienicy nr 81, która dzięki rozbiórce frontu „wysunęła się do przodu”.
W południowej części wybudowano nowy plac otoczony przez socrealistyczne budynki zwane Marszałkowską Dzielnicą Mieszkaniową. Wymagało to dalszych wyburzeń. Rozebrano zdatny do naprawy gmach nr 47, a cofnięta w głąb posesji kamienica nr 45 została zasłonięta nowym gmachem. Z budynków 43, 60 i 62 skuto część detalu. Adaptowano na potrzeby MDM kamienice 56, 58, 60 i 62, wyrównując ich wysokość (58 nadbudowano o 3 piętra, 62 obniżono o 1 piętro).
Władze czyniły utrudnienia przy odbudowie wysokich wież kościoła Najświętszego Zbawiciela, odbudowano je dopiero w 1955.
Pierwszym nowym budynkiem zrealizowanym po wojnie był gmach Ministerstwa Hutnictwa (obecnie siedziba sądów rejonowych), zwany „żyletkowcem” architekta Marka Leykama (Marszałkowska 82). W latach 1950–1953 zabudowano socrealistycznymi kamienicami południowy odcinek Marszałkowskiej (od placu Unii Lubelskiej do Wilczej). Pod koniec lat 1950. i w latach 1960. podejmowano też próby zabudowy odcinka Marszałkowskiej między Wilczą a Alejami Jerozolimskimi architekturą nowoczesną. Wschodnia pierzeja między Świętokrzyską a Królewską powstała w latach 1954–1961 według projektu „Tygrysów” (Marszałkowska 136–40).
W latach 1960–1969 zbudowano tzw. Ścianę Wschodnią, zaprojektowaną przez Zbigniewa Karpińskiego. W ramach przygotowań do tej inwestycji w 1959 wyburzono „parterową Marszałkowską” oraz zniszczony gmach Centrali PKO. Zabudowę ulicy na odcinku od Alej Jerozolimskich do ul. Świętokrzyskiej stworzyły cztery domy towarowe oraz zespół budynków mieszkalnych.
W 1972–1973 szwedzka firma Skanska zbudowała w narożniku Al. Jerozolimskich i Marszałkowskiej modernistyczny hotel Forum.
W 1970 pod Marszałkowską na osi ulicy Złotej (w tamtym czasie – Kniewskiego) przebito tunel o długości 80 m do placu Defilad oraz przejście podziemne o długości 43 m.
W latach 90. przy ulicy powstały dwie stacje metra – A13 Centrum i A14 Świętokrzyska. W 2006 przeprowadzono rewitalizację na odcinku od pl. Unii Lubelskiej do pl. Zbawiciela. W 2019 rozpoczęto budowę Muzeum Sztuki Nowoczesnej w pobliżu Pałacu Kultury i Nauki.
Do dziś niezabudowane są zachodnie (nieparzyste) odcinki ulicy między Al. Jerozolimskimi a ul. Królewską.

## Ważniejsze obiekty
- Dom Prasy (nr 3/5)
- Teatr Rozmaitości (nr 8)
- Osiedle Latawiec
- Kościół Najświętszego Zbawiciela
- Marszałkowska Dzielnica Mieszkaniowa
- Teatr Polonia (nr 56)
- Dom Pisarzy (nr 68/70)
- Żyletkowiec (nr 82)
- Hotel Novotel Centrum (d. Hotel Forum, nr 94/98)
- Pawilon Cepelii (nr 99/101)
- Hotel Metropol (nr 99a)
- Stacja metra Centrum
- Rotunda PKO (nr 100/102)
- Muzeum Sztuki Nowoczesnej (nr 103)
- Słup kilometrowy w Warszawie
- Domy towarowe „Wars”, „Sawa” i „Junior”
- Stacja metra Świętokrzyska
- Biurowiec Central Point
- Centrum Marszałkowska (nr 126/134)
- Teatr Kwadrat (nr 138)
- Saski Business Park
- Centrum Królewska, siedziba m.in. Ambasady Danii (nr 142)
- Ogród Saski

## Zachowane przedwojenne kamienice
- Kamienica Kasperskich (nr 1)
- Kamienica Judy Wielburskiego (nr 2)
- Kamienica Juliusza Ostrowskiego (nr 4)
- Kamienica Ludwika Panczakiewicza (nr 6)
- Kamienica Heleny Pal (nr 8)
- Kamienica Karola Poszepnego (nr 17)
- Kamienica Związku Emerytów Banku Polskiego (nr 18)
- Kamienica Józefa Rotbarda (nr 19)
- Kamienica Domańskich (nr 41)
- Kamienica przy ul. Marszałkowskiej (nr 43)
- Kamienica Kohnów (nr 56)
- Kamienica przy ul. Marszałkowskiej (nr 58)
- Kamienica przy ul. Marszałkowskiej (nr 60)
- Kamienica Wiktoryna Kosmowskiego (nr 62)
- Kamienica Izaaka Rothberga (nr 66)
- Kamienica Taubenhausa (nr 72)

## Obiekty nieistniejące
- Klinika dr. Bryndza-Nackiego (nr 45)
- Dworek Wojciecha Grabowskiego (nr 62)
- Kamienica „Pod Husarzem” (nr 74)
- Kamienica Jana Fruzińskiego (nr 75)
- Kamienica przy ul. Marszałkowskiej 86
- Kamienica przy ul. Marszałkowskiej 99
- Hotel Wiedeński (nr 102)
- Dom Towarzystwa Ubezpieczeniowego „Rosja” (nr 124)
- Dworek „Pod filarkami” (nr 125/127)
- Kamienica braci Zamboni (nr 127)
- Kamienica Felicjana Jankowskiego (nr 130)
- Spółdzielczy Dom Handlowy „Sezam” (nr 126/134)
- Kamienica Grzegorza Stiagatowa (nr 134)
- Gmach Centrali PKO (nr 134)
- Kamienica Józefa Orłowskiego (nr 144)
- Hotel Francuski (nr 146)
- Dom Mody Bogusław Herse (nr 150)